# Bobby Jones (golfspiller)
Robert Tyre "Bobby" Jones Jr. (17. marts 1902 – 18. december 1971), født i Atlanta, Georgia, USA, tidligere amerikansk amatørgolfspiller, ingeniør og sagfører. I sin karrieres højdepunkt fra 1923 til 1930, spillede han golf tre måneder om året medens resten af tiden blev brugt til uddannelse.
Bobby Jones regnes for en af de bedste golfspillere gennem tiderne. Han begyndte at spille golf som fem-årig, slog endelig igennem i 1923, hvor han startede med at vinde US Open i Inwood, New York og sluttede med at vinde US Amateur Championship golftunering i Merion, USA 
Jones vandt 13 mesterskaber i 20 forsøg i denne periode på syv år. Efter den sidst sejr sluttede han med at spille golf på konkurrenceplan. Han var på det tidspunkt 28 år gammel og var stadig amatør trods flere tilbud om at spille som professionel.

## Større sejre

### Syv sejre i professionelle turneringer
- US Open: 1923, 1926, 1929, 1930
- British Open: 1926, 1927, 1930

### Seks sejre i amatørturneringer
- US Amateur Championship: 1924, 1925, 1927, 1928, 1930
- British Amateur: 1930

### Diverse
- Vandt golfens Grand Slam i 1930, eneste golfspiller som nogensinde har udført denne præstation

## Forskelligt
- Optaget i World Golf Hall of Fame
- Deltaget i fem U.S. Walker Cup teams
- Kaptajn for U.S. Walker Cup team i 1928 og 1930
- Grundlægger af Augusta National Golf Club
- United States Golf Association's årlige pris for årets golfspiller i USA, er opkaldt efter Jones, the Bobby Jones Award

## Uddannelse
- Maskiningeniør fra Georgia Institute of Technology, USA i 1922
- Engelsk litteratur fra Harvard University, USA i 1924
- Advokat fra Emory University, USA i 1925